# Allodessus megacephalus
Allodessus megacephalus är en skalbaggsart som först beskrevs av Gschwendtner 1931.  Allodessus megacephalus ingår i släktet Allodessus och familjen dykare. Inga underarter finns listade i Catalogue of Life.